# Resolució 1246 del Consell de Seguretat de les Nacions Unides
La Resolució 1246 del Consell de Seguretat de les Nacions Unides fou adoptada per unanimitat l'11 de juny de 1999. Després de recordar les resolucions anteriors sobre Timor Oriental (Timor Leste), en particular la resolució 1236 (1999) el Consell va establir la Missió de les Nacions Unides a Timor Oriental (UNAMET) per organitzar i dirigir el Referèndum d'Autonomia Especial de Timor Oriental sobre el futur estatut de Timor Oriental, programat per a l'agost de 1999.
El Consell de Seguretat va recordar els acords entre Indonèsia i Portugal sobre un referèndum a Timor Oriental. Va assenyalar amb preocupació la situació "tensa i volàtil" descrita pel secretari general Kofi Annan en el seu informe, i la necessitat de reconciliació entre faccions competidores en el territori.
El Consell autoritza l'establiment de la UNAMET fins al 31 d'agost de 1999 per organitzar i dur a terme un referèndum sobre si la població timoresa oriental acceptava una proposta d'autonomia a l'interior d'Indonèsia o rebutjava l'opció que portaria a la independència del territori. La UNAMET es compondria de 280 policies per assessorar a la Policia Nacional d'Indonèsia i 50 oficials d'enllaç militar per mantenir el contacte amb les Forces Armades Nacionals d'Indonèsia. També constaria d'un component polític responsable del control de les llibertats polítiques, un component electoral responsable de la votació i el registre i un component d'informació responsable d'explicar els termes del referèndum al poble timorès oriental. A més, els governs d'Indonèsia i Portugal van enviar observadors a la regió.
El Consell va instar Indonèsia a tancar un Acord d'Estatut de Forces amb les Nacions Unides; va instar a totes les parts a cooperar amb la UNAMET; i va destacar la responsabilitat d'Indonèsia de proporcionar seguretat durant tot el procés. També va condemnar tota violència i va demanar mesures cap a la desmilitarització. Es va demanar al Secretari General que informés cada 14 dies sobre l'aplicació de la resolució actual.